# Arxiu (organització)
Arxiu va ser una organització armada creada l'estiu de 1978, molt lligada al PSAN-P i a l'Exèrcit d'Alliberament Català, així com embrió de la futura Terra Lliure. El primer escamot d'Arxiu estava format per Martí Marcó, Fèlix Goñi, Griselda Pineda, Quim Pelegrí i Frederic Bentanachs, i la cúpula de l'organització per Josep Calassanç Serra i Puig i la seva dona, Dolors Serra Kiel (àlies La Negra), entre d'altres.
L'organització desapareixerà dos anys després de la seva fundació, el 1979, amb la creació de Terra Lliure. Ara bé, totes les accions d'Arxiu seran considerades com accions de la mateixa Terra Lliure.